# Masahito, principe Hitachi
Masahito, principe Hitachi (常陸宮正仁親王?, Hitachi-no-miya Masahito Shinnō; Tokyo, 28 novembre 1935) è un membro della Famiglia imperiale giapponese. Fratello minore dell'imperatore emerito Akihito, è terzo nella linea di successione al trono del Giappone.
È sesto figlio, secondo maschio, dell'Imperatore Hirohito e dell'imperatrice Kōjun, fratello minore dell'imperatore emerito Akihito; è il terzo ed ultimo in linea di successione al trono del crisantemo. Il principe Hitachi è principalmente noto per le sue attività filantropiche. Il suo titolo alla nascita è stato Principe Yoshi (義宮?, Yoshi-no-miya).

## Infanzia e formazione
Il principe Masahito è nato nel Palazzo imperiale di Tokyo, durante l'infanzia ha avuto il titolo di principe Yoshi (義宮正仁親王 Yoshi-no-miya Masahito Shinno).
Ha ricevuto l'istruzione primaria e quella secondaria alla scuola Gakushūin. Alla fine del 1944, il Ministero della casa imperiale ha evacuato il principe Yoshi e il principe ereditario a Nikkō, per sfuggire al bombardamento americano di Tokyo.
Dopo la guerra, dal 1947 al 1950, la signora Elizabeth Gray Vining ha istruito sia i principi che le sorelle, le principesse Kazuko, Atsuko e Takako, in lingua inglese. Il resoconto delle esperienze si intitola "Windows for the Crown Prince" ed è stato pubblicato nel 1952.
Il principe Yoshi si è laureato in chimica presso la Facoltà di Scienze dell'Università Gakushūin nel 1958. In seguito ha svolto il lavoro di post laurea presso la Facoltà di Scienze dell'Università di Tokyo. Nel 1969, è diventato ricercatore associato della Fondazione giapponese per la ricerca sul cancro che si specializza nello studio della divisione cellulare. I risultati delle sue ricerche sono stati pubblicati in riviste tecniche dell'Associazione giapponese del cancro, così come della Associazione americana per la ricerca sul cancro.
Nel 1997, il Principe Hitachi ha ricevuto un dottorato onorario dalla George Washington University negli Stati Uniti, e nell'aprile 2001 ne ha ricevuto un altro dall'Università del Minnesota. Nel marzo 1999, divenne membro onorario della Associazione tedesca per la Ricerca sul Cancro, in riconoscimento dei suoi importanti contributi scientifici nel campo della ricerca.

## Matrimonio
Il 30 settembre 1964, il principe sposò Hanako Tsugaru (nata il 19 luglio 1940), quarta figlia del defunto Yoshitaka Tsugaru, ex conte e discendente del daimyō del dominio Tsugaru. Il giorno seguente, l'Imperatore Shōwa gli ha concesso il titolo Hitachi-no-miya (Principe Hitachi), e l'autorizzazione di avviare un nuovo ramo della famiglia imperiale.
Il principe e la principessa Hitachi hanno la loro residenza ufficiale in un palazzo negli ampi giardini fuori Komazawadori ad Higashi, Tokyo. I coniugi non hanno avuto figli.
Nel settembre 2021, il governo giapponese ha preso in considerazione l'intenzione di modificare la Legge della casa Imperiale e consentire al principe Hitachi di adottare un membro maschio dei rami collaterali della famiglia Imperiale, shinnōke o ōke, nel tentativo di affrontare il Dibattito sulla successione imperiale giapponese.

## Servizio pubblico
Il principe Hitachi è presidente onorario di una vasta gamma di organizzazioni di beneficenza, in particolare di alcune coinvolte nello scambio internazionale. Il principe e la principessa Hitachi hanno visitato il Nicaragua ed El Salvador, in occasione del 70º anniversario dello stabilimento delle relazioni diplomatiche con i due paesi nel mese di ottobre 2005. Hanno anche fatto una visita in Francia nel settembre 2007 e in Perù nel 2009, per celebrare i 110 anni della creazione della prima comunità giapponese in questo paese.

## Cariche onorifiche
- Membro del Consiglio della Casa Imperiale
- Presidente della Società giapponese per la conservazione degli uccelli
- Presidente della Società giapponese per i bambini disabili
- Presidente dell'Istituto giapponese di invenzione e innovazione
- Presidente della Società Giappone-Danimarca
- Presidente della Fondazione Dainippon
- Presidente della Società giapponese per la riabilitazione delle persone con disabilità
- Presidente dell'Associazione giapponese d'arte
- Presidente della Società del parco zoologico di Tokyo
- Presidente della Maison franco-giapponese
- Presidente della Fondo per la ricerca sul cancro Principessa Takamatsu
- Presidente onorario della Società Giappone-Svezia
- Presidente onorario della Società Giappone-Belgio
- Presidente onorario della Fondazione giapponese per la ricerca sul cancro
- Presidente onorario dell'Associazione giapponese Pasteur
- Presidente onorario della Società della croce rossa giapponese

## Ascendenza
|                             |                       |                            | Genitori                       |  |  | Nonni |  |  | Bisnonni |  |  | Trisnonni |  |
|                             |                       |                            |                                |  |  |       |  |  | Meiji    |  |  | Kōmei     |  |
|                             |                       |                            |                                |  |  |       |  |  | Meiji    |  |  | Kōmei     |  |
|                             |                       | Nobile Yoshiko Nakayama    |                                |  |  |       |  |  | Meiji    |  |  |           |  |
| Taishō                      |                       |                            |                                |  |  |       |  |  | Meiji    |  |  |           |  |
|                             |                       | Nobile Yanagihara Naruko   | Conte Takamitsu Yanagihara     |  |  |       |  |  |          |  |  |           |  |
|                             |                       | Nobile Yanagihara Naruko   | Conte Takamitsu Yanagihara     |  |  |       |  |  |          |  |  |           |  |
|                             |                       | Nobile Yanagihara Naruko   | Nobile Utano Hasegawa          |  |  |       |  |  |          |  |  |           |  |
| Hirohito                    |                       | Nobile Yanagihara Naruko   |                                |  |  |       |  |  |          |  |  |           |  |
|                             |                       | Principe Kujō Michitaka    | Principe Kujo Hisatada         |  |  |       |  |  |          |  |  |           |  |
|                             |                       | Principe Kujō Michitaka    | Principe Kujo Hisatada         |  |  |       |  |  |          |  |  |           |  |
|                             |                       | Principe Kujō Michitaka    | Nobile Tsuneko Karahashi       |  |  |       |  |  |          |  |  |           |  |
| Imperatrice Teimei          |                       | Principe Kujō Michitaka    |                                |  |  |       |  |  |          |  |  |           |  |
|                             |                       | Nobile Ikuko Noma          | Nobile Yorioki Noma            |  |  |       |  |  |          |  |  |           |  |
|                             |                       | Nobile Ikuko Noma          | Nobile Yorioki Noma            |  |  |       |  |  |          |  |  |           |  |
|                             |                       | Nobile Ikuko Noma          | Nobile Kairi Yamokushi         |  |  |       |  |  |          |  |  |           |  |
| Principe Hitachi            |                       | Nobile Ikuko Noma          |                                |  |  |       |  |  |          |  |  |           |  |
|                             | Principe Kuni Asahiko | Principe Fushimi Kuniie    |                                |  |  |       |  |  |          |  |  |           |  |
|                             | Principe Kuni Asahiko | Principe Fushimi Kuniie    |                                |  |  |       |  |  |          |  |  |           |  |
|                             | Principe Kuni Asahiko | Nobile Nobuko Toriikōji    |                                |  |  |       |  |  |          |  |  |           |  |
| Principe Kuniyoshi Kuni     | Principe Kuni Asahiko |                            |                                |  |  |       |  |  |          |  |  |           |  |
|                             |                       | Nobile Makiko Izumi        | Nobile Toshimasu Izumitei      |  |  |       |  |  |          |  |  |           |  |
|                             |                       | Nobile Makiko Izumi        | Nobile Toshimasu Izumitei      |  |  |       |  |  |          |  |  |           |  |
|                             |                       | Nobile Makiko Izumi        | Nobile Mako Yatoshi            |  |  |       |  |  |          |  |  |           |  |
| Imperatrice Kōjun           |                       | Nobile Makiko Izumi        |                                |  |  |       |  |  |          |  |  |           |  |
|                             |                       | Principe Shimazu Tadayoshi | Principe Shimazu Tadayoshi     |  |  |       |  |  |          |  |  |           |  |
|                             |                       | Principe Shimazu Tadayoshi | Principe Shimazu Tadayoshi     |  |  |       |  |  |          |  |  |           |  |
|                             |                       | Principe Shimazu Tadayoshi | Nobile Chimoko Echizen-Shimazu |  |  |       |  |  |          |  |  |           |  |
| Principessa Chikako Shimazu |                       | Principe Shimazu Tadayoshi |                                |  |  |       |  |  |          |  |  |           |  |
|                             |                       | Nobile Sumako Yamazaki     | …                              |  |  |       |  |  |          |  |  |           |  |
|                             |                       | Nobile Sumako Yamazaki     | …                              |  |  |       |  |  |          |  |  |           |  |
|                             |                       | Nobile Sumako Yamazaki     | …                              |  |  |       |  |  |          |  |  |           |  |
|                             |                       | Nobile Sumako Yamazaki     |                                |  |  |       |  |  |          |  |  |           |  |

## Galleria d'immagini

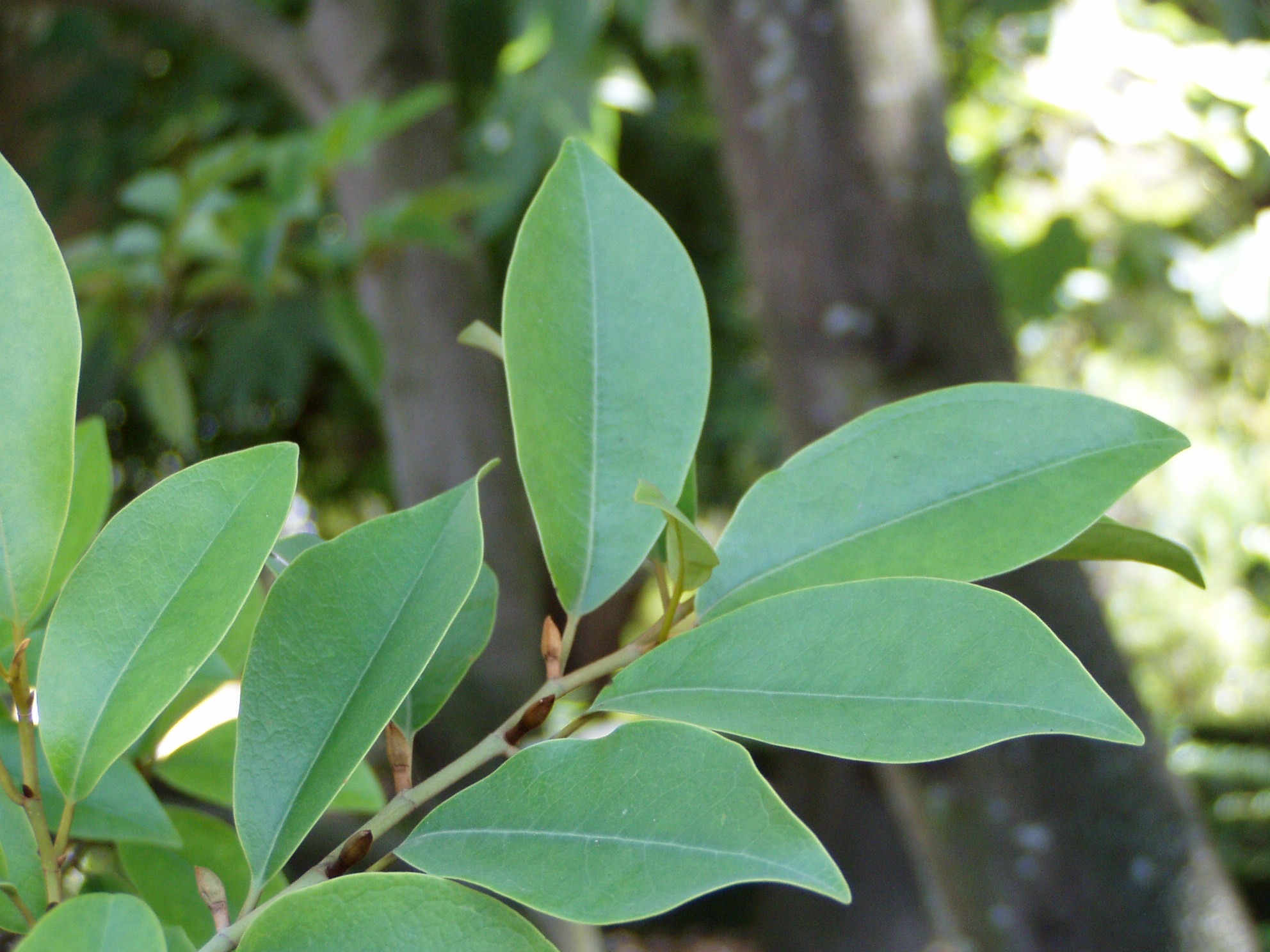
Foglie di Michelia compressa
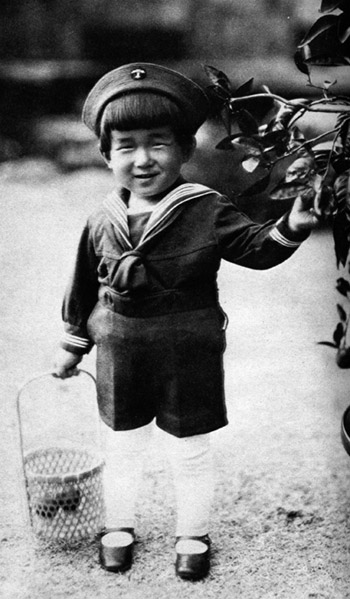
Masahito nel 1939
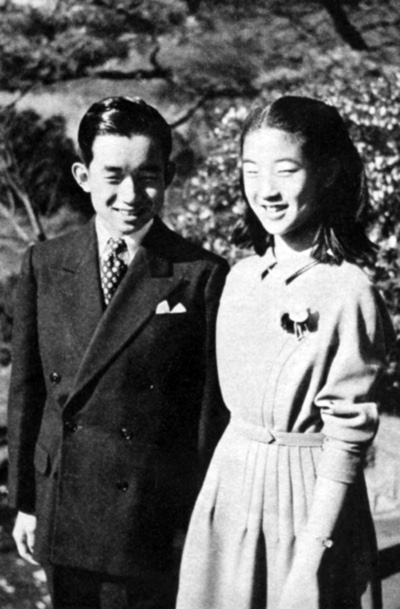
Il principe con la sorella Takako nel 1952
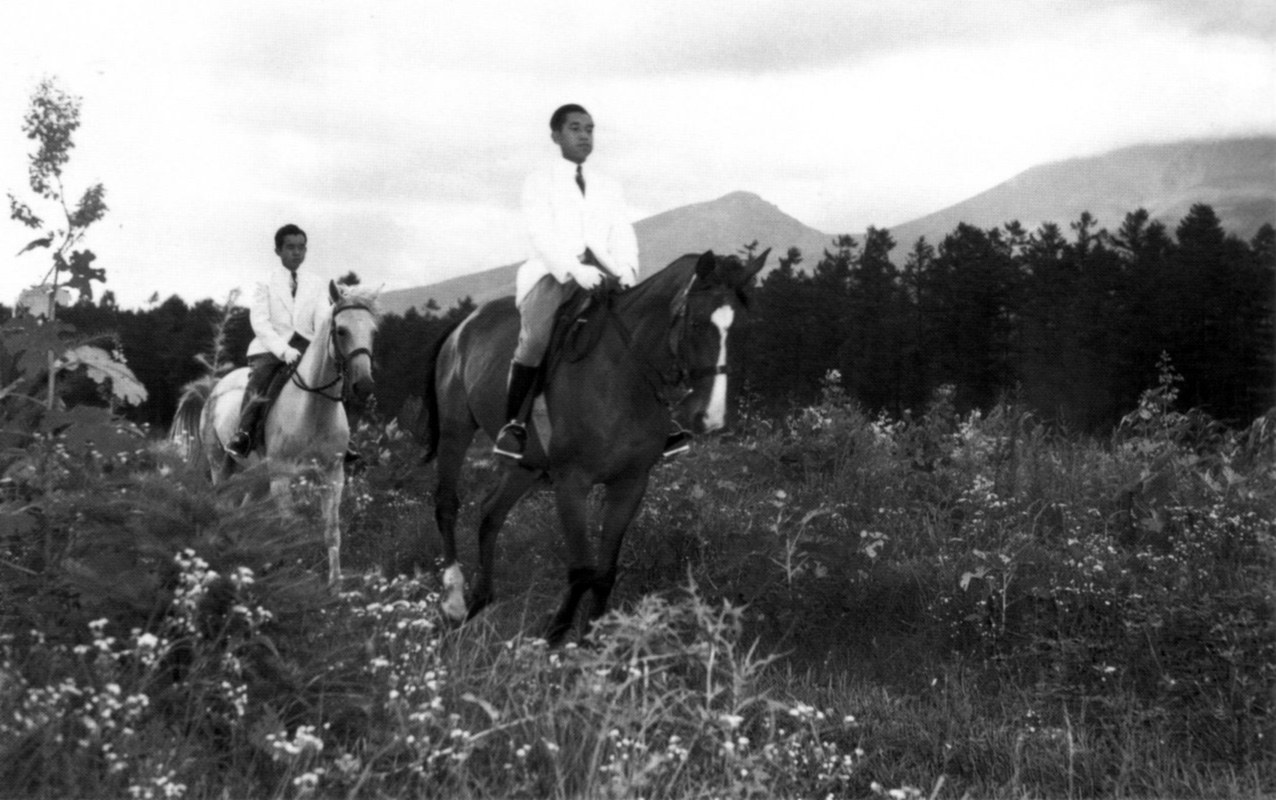
Masahito e suo fratello Akihito a cavallo nel 1952
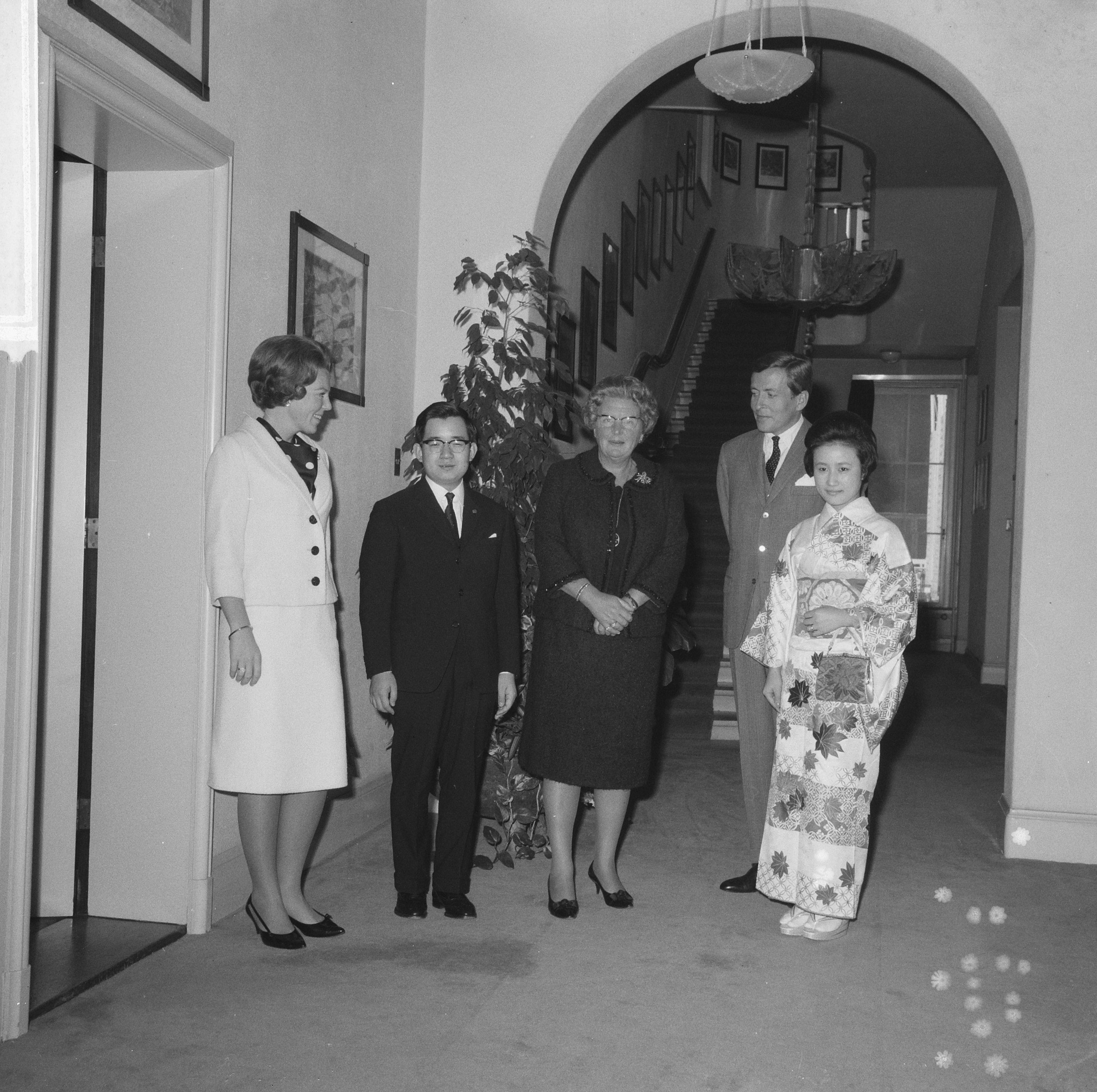
Il principe con la moglie, la principessa Beatrice dei Paesi Bassi, la regina Giuliana dei Paesi Bassi e il principe Claus van Amsberg, nel Palazzo Soestdijk nel 1965
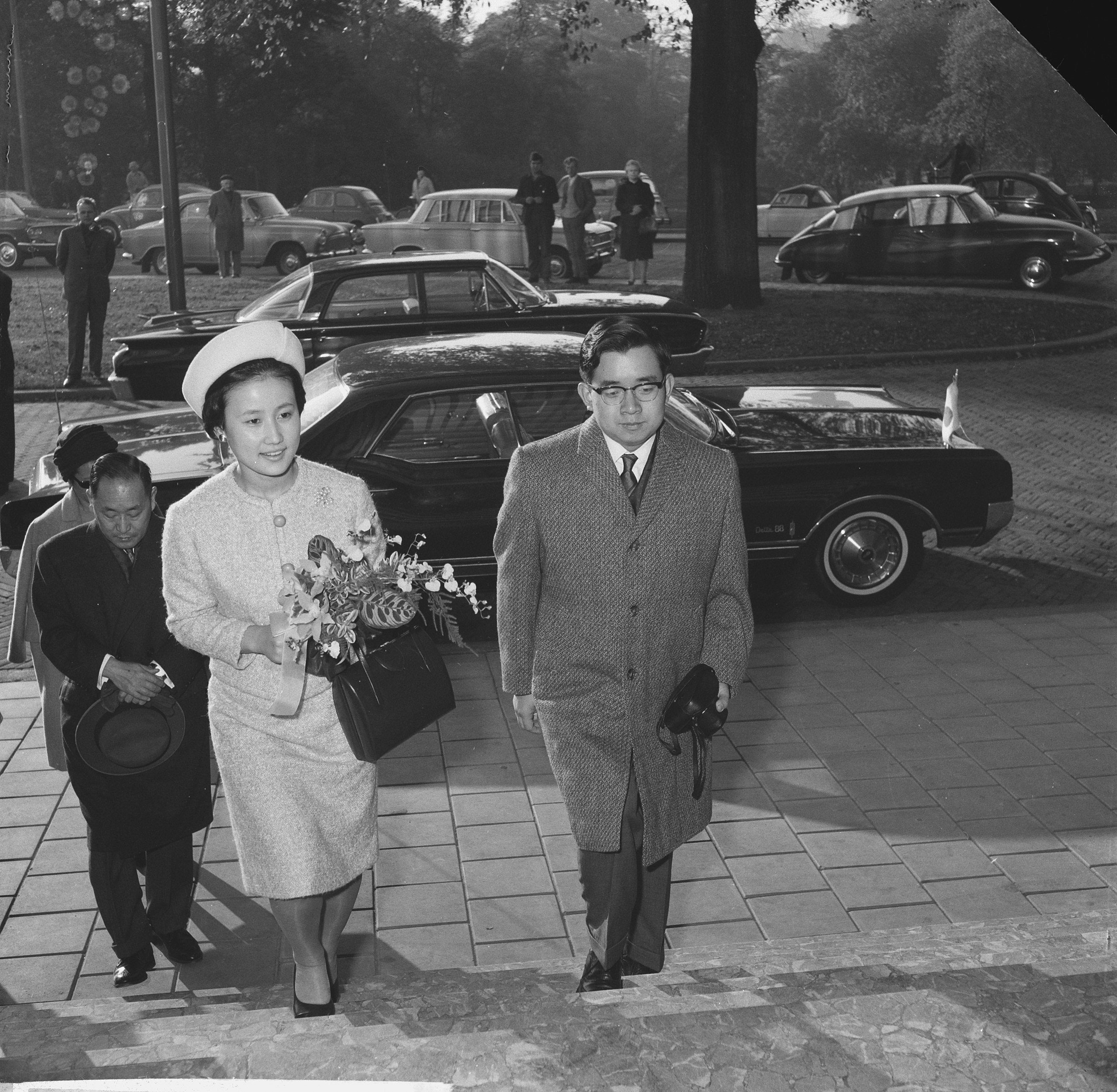
Il principe e la principessa nel 1965
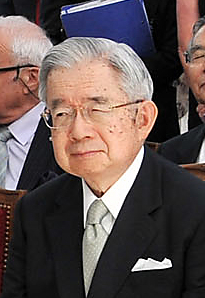
Il principe nel 2010
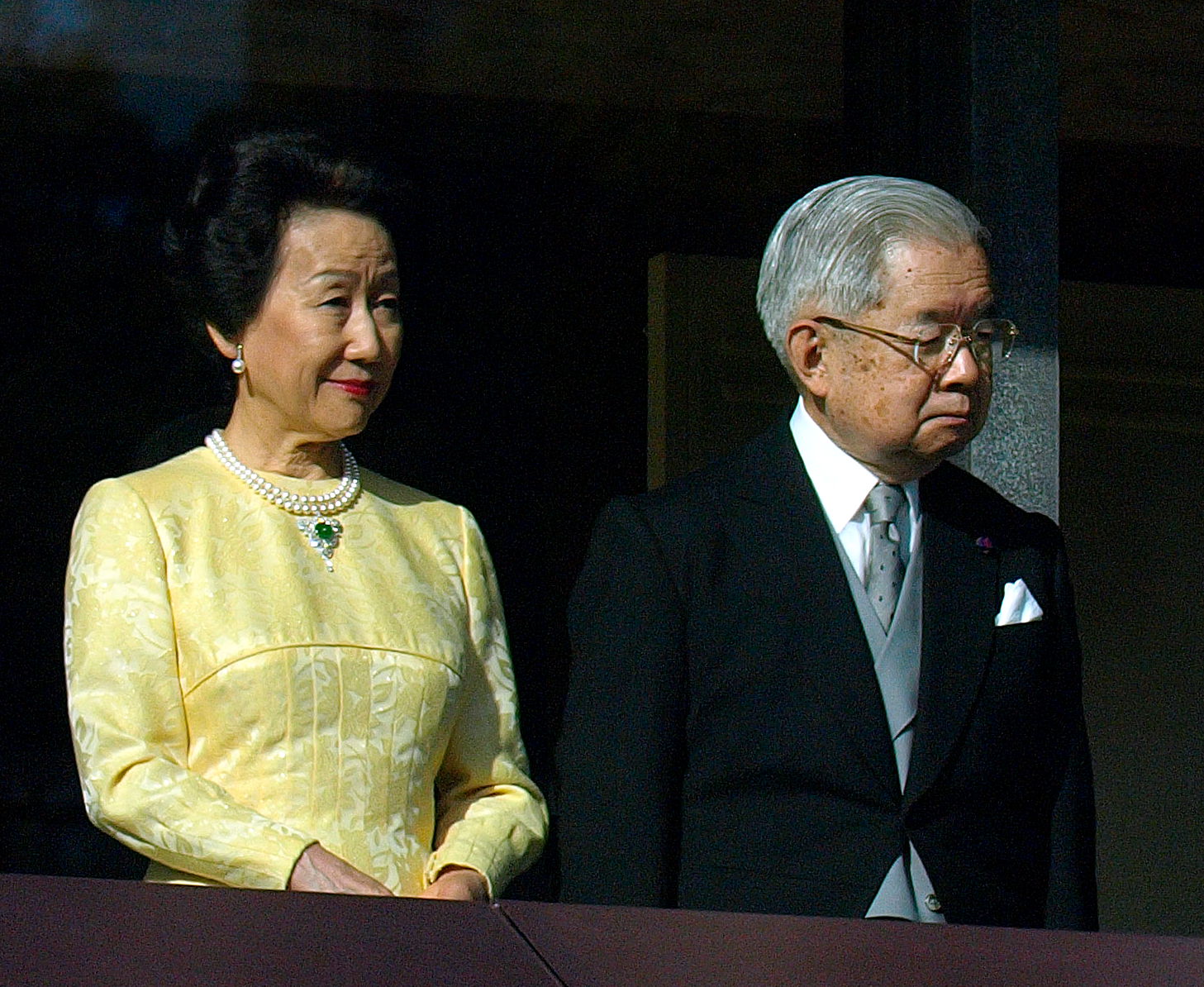
Il principe con la moglie al Palazzo Imperiale nel 2011
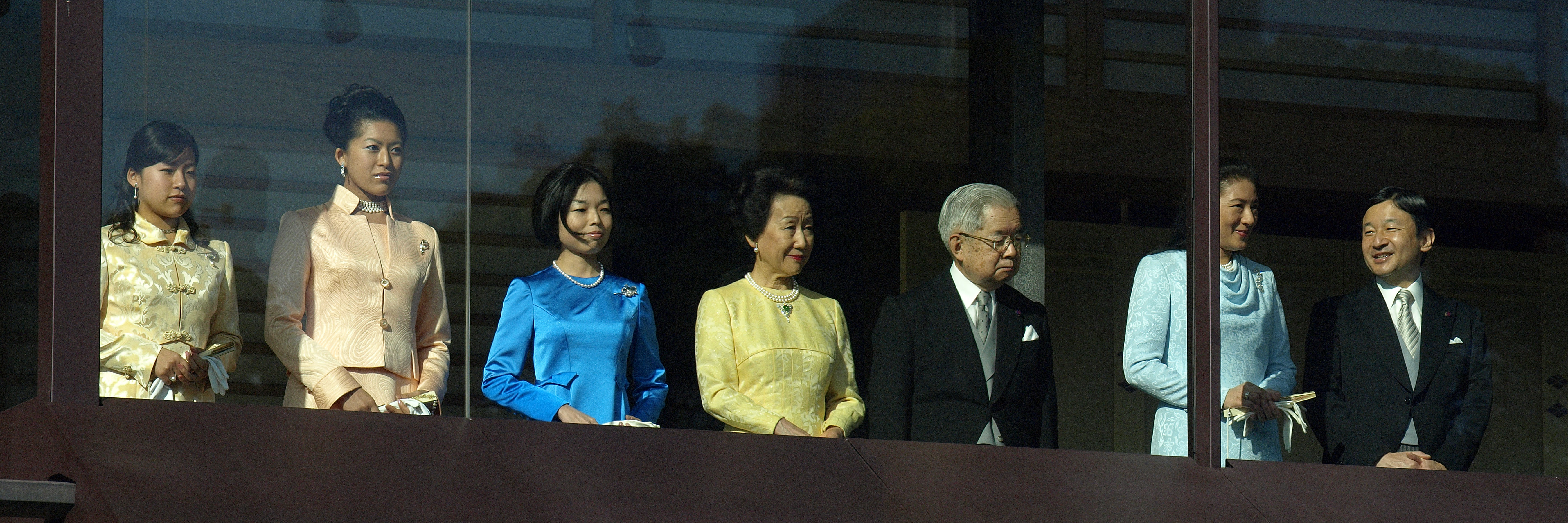
Il saluto d'inizio anno al Palazzo Imperiale nel 2011